# 322 г. пр.н.е.
322 (триста двадесет и втора) година преди новата ера (пр.н.е.) е година от доюлианския (Помпилийски) римски календар.

## Събития

### В Македонската империя
- Атиняните претърпяват първо тежко морско поражение в битката при Аморгос и след това решително поражение по суша при Кранон. Това слага край на Ламийската война. В Атина е устроено олигархично управление.[1]
- През пролетта Пердика завладява Кападокия и поставя Евмен за сатрап.[1]
- Птолемей завладява Киренайка (322 – 321 г. пр.н.е.).[1]

### В Сицилия
- Агатокъл се завръща от Южна Италия в Сиракуза.[1]

### В Римската република
- Консули са Квинт Фабий Максим Рулиан и Луций Фулвий Курв.
- Римляните побеждават самнитите, които изпращат пратеници с предложения за мир, но такъв не е постигнат[2]

## Изкуство, философия и наука
- Умират Аристотел, Демостен и Хиперид. Теофраст наследява Аристотел като глава на Ликейската школа.[1]

## Починали
- 12 октомври – Демостен, известен древногръцки държавник и оратор (роден 384 г. пр.н.е.)
- Аристотел, известен древногръцки философ и учен (роден 384 г. пр.н.е.)
- Леонат, македонски офицер на Александър Македонски и един от диадохите (роден 360 г. пр.н.е.)
- Хиперид, гръцки оратор и политик (роден 390 г. пр.н.е.)